# 申無宇
申无宇（?—?），中国春秋时期楚国的大夫。
前543年，时为令尹的公子围杀死蒍掩，申无宇预言楚国要内乱。
前541年，公子围杀楚王郏敖，成为楚灵王。
前535年，楚灵王建章华之台。有盗贼逃到章华之台，申无宇进台抓贼处死。楚灵王怪罪申无宇进宫抓人无礼，申无宇强调他是依法办事，楚灵王是藏匿罪犯。楚灵王没有责罚申无宇。
前531年，楚灵王灭陈国、蔡国，以弟弟公子弃疾为陳公兼蔡公，稱蔡公弃疾，申无宇说蔡公弃疾会尾大不掉。
前529年，公子比作乱，蔡公弃疾加入作亂，楚灵王自杀，申无宇的儿子申亥念靈王对待他的父亲寬容，一直追随楚灵王，最后将楚灵王收葬，還殺死自己的兩個女兒為楚靈王殉葬。